# Bilis
La bilis (del latín bilis) o hiel es una secreción líquida amarillenta, amarronada o de color verde oliva y de sabor amargo producida continuamente por el hígado y almacenada y concentrada en la vesícula biliar de muchos vertebrados. Interviene en los procesos de digestión funcionando como emulsionante de los ácidos grasos. Está compuesta mayormente por agua más sales biliares, proteínas, colesterol y hormonas.

## Composición
La composición de la bilis hepática es
- 97-98 % de agua
- 0,7 % de sales biliares
- 0,5 % de grasas (colesterol, ácidos grasos y lecitina)
- 0,2 % de bilirrubina
- 200 meq/l de sales inorgánicas.[4][5]

Los dos pigmentos principales de la bilis son la bilirrubina (que es amarilla) y su forma oxidada, la biliverdina (que es verde). Cuando se mezclan, son responsables del color marrón de las heces.
Los seres humanos adultos producen alrededor de 400 a 800 mililitros de bilis por día.
| ion   | parte          |
| ----- | -------------- |
| Na+   | 130-165 mmol/l |
| K+    | 3-12 mmol/l    |
| Cl−   | 90-120 mmol/l  |
| HCO3− | 30 mmol/l      |
| pH    | 8,0-8,5        |

## Funciones fisiológicas de la bilis
La bilis actúa en cierta medida como un tensioactivo, ayudando a emulsionar los lípidos de los alimentos. Los aniones de sales biliares son hidrófilos por un lado e hidrófobos por el otro; en consecuencia, tienden a agregarse alrededor de gotas de lípidos (triglicéridos y fosfolípidos) para formar micelas, con los lados hidrofóbicos hacia la grasa y los lados hidrofílicos hacia afuera. Los lados hidrófilos están cargados negativamente y esta carga evita que las gotas de grasa recubiertas de bilis se vuelvan a congregar en partículas de grasa más grandes. Por lo general, las micelas del duodeno tienen un diámetro de alrededor de 1 a 50 micras en humanos.

Acción de las sales biliares en la digestión.

La dispersión de la grasa de los alimentos en las micelas proporciona un área de superficie mucho mayor para la acción de la enzima lipasa pancreática, la cual digiere los triglicéridos y puede alcanzar el núcleo graso a través de los espacios entre las sales biliares.
Un triglicérido se descompone en dos ácidos grasos y un monoglicérido, que son absorbidos por las vellosidades de las paredes del intestino. Después de ser transferidos a través de la membrana intestinal, los ácidos grasos se reforman en triglicéridos (reesterificados), antes de ser absorbidos por el sistema linfático a través de los conductos lacteales. Sin las sales biliares, la mayoría de los lípidos de los alimentos se excretarían en las heces, sin digerir.
Dado que la bilis aumenta la absorción de grasas, es una parte importante de la absorción de las sustancias liposolubles, como las vitaminas A, D, E y K.
Además de su función digestiva, la bilis sirve también como vía de excreción de bilirrubina, un subproducto de los glóbulos rojos reciclados por el hígado. La bilirrubina se deriva de la hemoglobina por glucuronidación.
La bilis tiende a ser alcalina en promedio. El pH de la bilis de conductos comunes (7,50 a 8,05) es más alto que el de la bilis de la vesícula biliar correspondiente (6,80 a 7,65). La bilis en la vesícula biliar se vuelve más ácida cuanto más tiempo pasa una persona sin comer, aunque el descanso ralentiza esta caída del pH.
Como álcali, también tiene la función de neutralizar el exceso de ácido estomacal antes de que este ingrese al duodeno, la primera sección del intestino delgado. Las sales biliares también actúan como bactericidas, destruyendo muchos de los microbios que puedan estar presentes en los alimentos.

## Significancia clínica
En ausencia de bilis, las grasas se vuelven indigeribles y, en cambio, se excretan en las heces, provocando una condición llamada esteatorrea. En este caso las heces carecen de su característico color marrón y en cambio son blancas o grises y grasosas.
La esteatorrea puede conducir a deficiencias en ácidos grasos esenciales y vitaminas liposolubles.
Además, más allá del intestino delgado (que normalmente es responsable de absorber la grasa de los alimentos), el tracto gastrointestinal y la flora intestinal no están adaptados para procesar las grasas, por lo que su presencia en el intestino grueso genera problemas.
El colesterol contenido en la bilis ocasionalmente se acumulará en bultos en la vesícula biliar, formando cálculos biliares. Los cálculos biliares de colesterol generalmente se tratan mediante la extirpación quirúrgica de la vesícula biliar. Sin embargo, a veces se pueden disolver aumentando la concentración de ciertos ácidos biliares naturales, como el ácido quenodesoxicólico y el ácido ursodesoxicólico.
Cuando una persona experimenta vómitos repetidos con el estómago vacío, el vómito puede presentar un color verde o amarillo oscuro y ser amargo. El componente amargo y verdoso puede ser bilis o jugos digestivos normales que se originan en el estómago.
La bilis puede ser forzada hacia el estómago como consecuencia de una válvula debilitada (píloro), la presencia de ciertas drogas, incluido el alcohol, o fuertes contracciones musculares y espasmos duodenales. Esto se conoce como reflujo biliar.

### Obstrucciones
Una obstrucción biliar se refiere a las condiciones en las cuales los conductos biliares que transportan la bilis desde la vesícula biliar o el hígado al duodeno se obstruyen. El bloqueo de la bilis puede causar una acumulación de bilirrubina en el torrente sanguíneo, lo que puede provocar ictericia.
Existen varias causas potenciales para las obstrucciones biliares, incluidos cálculos biliares, cáncer, traumatismos, quistes de colédoco u otras causas benignas como el estrechamiento de los conductos biliares.

## Sociedad y cultura

### Medicina antigua
En las teorías médicas predominantes en Occidente desde la Antigüedad clásica hasta la Edad Media, se creía que la salud del cuerpo dependía del equilibrio de cuatro "humores" o fluidos vitales, dos de los cuales estaban relacionados con la bilis: la "bilis amarilla" y "bilis negra". Se cree que estos "humores" tienen su origen en la apariencia de la sangre tras una prueba de sedimentación sanguínea realizada al aire libre, que muestra un coágulo oscuro en el fondo ("bilis negra"), una capa de eritrocitos no coagulados ("sangre"), una capa de glóbulos blancos ("flema") y una capa de suero amarillo claro ("bilis amarilla").
Se pensaba que los excesos de bilis negra y bilis amarilla producían depresión y agresión, respectivamente, y los nombres griegos para ellos dieron lugar a las palabras «cólera» (del griego χολή kholē, "bilis") y «melancolía». En el primero de esos sentidos, las mismas teorías explican la derivación de la palabra inglesa bilious (de bilis), el significado de gall en inglés como ‘exasperación’ o ‘impudence’, y la palabra latina cholera, derivada del griego kholé, que pasó a algunas lenguas romances como palabras que connotan ira, como colère (en francés) y cólera (en español).

### Jabón
El jabón se puede mezclar con bilis de mamíferos, como la hiel de buey. Esta mezcla, llamada jabón de bilis
o jabón de hiel, se puede aplicar a los textiles unas horas antes del lavado como método tradicional y efectivo para eliminar varios tipos de manchas difíciles.

### Alimentos
"Pinapaitan" es un plato de la cocina filipina que utiliza la bilis como saborizante. Otras áreas donde la bilis se usa comúnmente como ingrediente para cocinar incluyen Laos y el norte de Tailandia.

### Osos
En regiones donde los productos de bilis son un ingrediente popular en la medicina tradicional, el uso de osos para el cultivo de bilis se ha generalizado. Esta práctica ha sido condenada por activistas y algunas compañías farmacéuticas han desarrollado alternativas sintéticas (no ursinas).